# جيمس ميرسير (محامي)
جيمس ميرسير (بالإنجليزية: James Mercer)‏ هو دبلوماسي ومحامي غاني، (و. 1916 – 1985 م).